# GOT7
Got7 (Hangul: 갓세븐) er et sydkoreansk boyband, som er dannet af det sydkoreanske pladeselskab JYP Entertainment.
Bandet består af de syv medlemmer JB (Jaebum), Mark, Jackson, Jinyoung, Youngjae, Bambam og Yugyeom. Gruppen debuterede i januar 2014 med udgivelsen af deres første EP "Got It?", der nåede 2. pladsen på hitlisten Gaon Album Chart samt en første plads på hitlisten Billboard's World Albums Chart. Gruppen har opnået megen opmærksomhed for deres sceneperformances, der inkluderer elementer af martial arts tricking.
Senere i 2014 påbegyndte GOT7 samarbejdet med Sony Music Entertainment Japan og vovede sig ind på det japanske marked med udgivelsen af deres japanske debutsingle "Around the World". De vendte tilbage til Sydkorea en måned senere, for at frigive deres første fuldlængde studioalbum "Identify", der toppede nationens hitlister. Efter en længere periode uden udgivelser udgav GOT7 i sommer 2015 EP'erne, Just Right og Mad, hvor singlen If You Do fra Mad vandt GOT7 deres første 1. plads nogensinde på et sydkoreansk musikprogram.
I starten af 2016 udgav de endvidere deres første japanske fuldlængde studiealbum, Moriagatteyo, som debuterede på nummer tre på Oricon Albums Chart. De fortsatte derefter med at frigive deres femte koreanske EP Flight Log: Departure og deres andet fuldtidsstudioalbum Flight Log: Turbulence, der begge toppede hitlisterne. I 2017 udgav GOT7 deres sjette EP Flight Log: Arrival, med single "Never Ever". Albummet var den tredje og sidste del af gruppens Flight Log-serie og solgte på udgivelsespunktet mere end 300.000 eksemplarer. I samme år udgav de også deres syvende EP, 7 til 7, med chart-topping single "You Are" produceret af gruppens medlem, JB. Albummet solgte ligeledes over 300.000 eksemplarer. Deres ottende EP, Eyes On You blev udgivet den 12. marts 2018 og har solgt over 300.000 eksemplarer.

## Medlemmer
- Mark (Hangul: 마크)
- JB (Hangul: 제이비)
- Jackson (Hangul: 잭슨)
- Jinyoung (Hangul: 진영)
- Youngjae (Hangul: 영재)
- BamBam (Hangul: 뱀뱀)
- Yugyeom (Hangul: 유겸)

## Diskografi
- Identify (2014)
- Moriagatteyo (2016)
- Flight Log: Turbulence (2016)
- Present: You (2018)
- Breath of Love: Last Piece (2020)